# Osaka Higashi-lijn
De Osaka Higashi-lijn  (おおさか東線; Ōsaka-Higashi-sen,lett. Osaka-oostlijn) is een spoorlijn in de agglomeratie Osaka-Kobe-Kioto. De lijn is 9,2 km lang en verbindt Shin-Osaka (Osaka) met Kyūhōji (Yao). Zoals de naam zegt vormt de lijn een verbinding tussen het noorden en het zuidoosten van Osaka, waarbij deze enkele oostelijke stations aandoet. De lijn wordt geëxploiteerd door West Japan Railway Company (JR West). 
De lijn wordt in verschillende fases afgewerkt. Bij het noordelijke deel van de lijn, werd de sectie tussen de oorspronkelijke terminus Hanaten en Shin-Osaka op 16 maart 2019 in gebruik genomen. 

## Geschiedenis
Al sinds de jaren 80 waren er plannen voor een oostelijke lijn in Osaka, maar pas in 1996 werd de knoop doorgehakt. Men voorzag een opening van het zuidelijke deel in 2006, maar door extra werkzaamheden en vertragingen duurde het tot 2008 voordat dit deel af was. Ook het noordelijke deel liep aanzienlijke vertraging op; in plaats van een opening in 2012, werd dat deel van de lijn pas op 16 maart 2019 in gebruik genomen.

## Treinen
- Kaisoku (快速, sneltrein) stopt in Kyūhōji en Hanaten.
- Futsu (普通, stoptrein) stopt op elk station.

## Stations
| Station                                            | Japans     | Verbindingen                                                                                | Wijk                | Stad         |
| -------------------------------------------------- | ---------- | ------------------------------------------------------------------------------------------- | ------------------- | ------------ |
| Van Shin-Osaka tot aan Shigino nog niet in gebruik |            |                                                                                             |                     |              |
| Shin-Osaka                                         | 新大阪     | JR Central: Tokaido Shinkansen JR West: Sanyo Shinkansen en de JR Kioto-lijn (Tokaido-lijn) | Yodogawa-ku         | Osaka        |
| Minami-Suita                                       | 南吹田     |                                                                                             | Suita               | Suita        |
| JR-Awaji                                           | JR淡路     | Hankyu: Hankyu Senri-lijn en de Hankyu Kyoto-lijn                                           | Higashi-Yodogawa-ku | Osaka        |
| Shirokitakōendōri                                  | 城北公園通 |                                                                                             | Miyakojima-ku       | Osaka        |
| JR-Noe                                             | JR野江     | Keihan: Keihan-lijn Metro van Osaka: Tanimachi-lijn (station Noe-Uchindai)                  | Joto-ku             | Osaka        |
| Shigino                                            | 鴫野       | JR West: Katamachi-lijn Metro van Osaka: Imazatosuji-lijn                                   | Joto-ku             | Osaka        |
| Hanaten                                            | 放出       | JR West: Katamachi-lijn                                                                     | Tsurumi-ku          | Osaka        |
| Takaida-Chūō                                       | 高井田中央 | Metro van Osaka: Chūō-lijn (station Takaida)                                                | Higashiōsaka        | Higashiōsaka |
| JR Kawachi-Eiwa                                    | JR河内永和 | Kintetsu: Kintetsu Nara-lijn (station Kawachi-Eiwa)                                         | Higashiōsaka        | Higashiōsaka |
| JR Shuntokumichi                                   | JR俊徳道   | Kintetsu: Kintetsu Osaka-lijn (station Shuntokumichi)                                       | Higashiōsaka        | Higashiōsaka |
| JR Nagase                                          | JR長瀬     |                                                                                             | Higashiōsaka        | Higashiōsaka |
| Shin-Kami                                          | 新加美     |                                                                                             | Hirano-ku           | Osaka        |
| Kyūhōji                                            | 久宝寺     | JR West: Yamatoji-lijn                                                                      | Yao                 | Yao          |

Shinkansen: Sanyō

Hoofdlijn: Hokuriku · Kansai · Kisei · San'in · Sanyō · Takayama · Tōkaidō

Regionaal: Akō · Bantan · Etsumi-Hoku · Fukuchiyama · Fukuen · Gantoku · Geibi · Hakubi · Hibi · Honshi-Bisan · Inbi · Jōhana · Kabe · Kakogawa · Katamachi · Kibi · Kishin · Kisuki · Kure · Kusatsu · Maizuru · Mine · Nanao · Ohama · Oito · Onoda · Sakai · Sakurai · Sanko · Tsuyama · Ube · Uno · Wakayama · Yamaguchi

Voorstadsnetwerk:  Biwako ·  Gakkentoshi (Katamachi) ·  Hanwa ·  Kansai Airport ·  Kobe ·  Kosei ·  Kioto · Nara · Osaka-ringlijn · Osaka Higashi ·  Sagano ·  Tozai ·  Yamatoji · Yumesaki